# Ерік Гамрен
Е́рік Гамре́н (швед. Erik Hamrén; нар. 27 червня 1957 року, Юсдаль, Швеція) — шведський футбольний тренер і колишній футболіст. З 2009 по 2016 рік — головний тренер збірної Швеції.

## Титули і досягнення
- Володар Кубка Швеції (3):

АІК: 1995-96, 1996-97
«Ергрюте»: 1999-2000
- Чемпіон Норвегії (2):

«Русенборг»: 2009, 2010
- Володар Суперкубка Норвегії (1):

«Русенборг»: 2010
- Чемпіон Данії (1):

«Ольборг»:  2007-08